# Mark Madsen
Mark Overgaard Madsen, född den 23 september 1984 i Nykøbing Falster, är en dansk före detta brottare och numera MMA-utövare.
Under sin aktiva brottarkarriär tog han OS-silver i mellanvikt i brottning 2016 i Rio de Janeiro.